# Europese auto in 1997
Dit artikel geeft een overzicht van alle Europese personenwagens die in 1997 op de markt kwamen. De auto's staan alfabetisch gerangschikt per merk.

## West-Europa
| Audi |                  | concern:                                                                  | Volkswagen AG Duitsland |
| Audi | divisie:         |                                                                           |                         |
| Audi | merk:            | Audi Duitsland                                                            |                         |
| Audi | model:           | S4 sedan / Avant stationwagen (2e generatie; sportieve variant van de A4) |                         |
| Audi | einde productie: | 2001                                                                      |                         |
| Audi | productieaantal: | ?                                                                         |                         |

| Audi |                  | concern:       | Volkswagen AG Duitsland |
| Audi | divisie:         |                |                         |
| Audi | merk:            | Audi Duitsland |                         |
| Audi | model:           | A6             |                         |
| Audi | einde productie: | 2001           |                         |
| Audi | productieaantal: | ?              |                         |

| Bentley |                  | concern:                    | onafhankelijk |
| Bentley | divisie:         |                             |               |
| Bentley | merk:            | Bentley Verenigd Koninkrijk |               |
| Bentley | model:           | Turbo RT                    |               |
| Bentley | einde productie: | 1998                        |               |
| Bentley | productieaantal: | 50                          |               |

| BMW |                  | concern:                                                                                  | onafhankelijk |
| BMW | divisie:         |                                                                                           |               |
| BMW | merk:            | BMW Duitsland                                                                             |               |
| BMW | model:           | Z3 M Roadster (E36/7; 1e generatie; sportiever variant van de Z3 met elementen van de M3) |               |
| BMW | einde productie: | 2002                                                                                      |               |
| BMW | productieaantal: | 15.322                                                                                    |               |

| Bristol |                  | concern:                    | onafhankelijk |
| Bristol | divisie:         |                             |               |
| Bristol | merk:            | Bristol Verenigd Koninkrijk |               |
| Bristol | model:           | Blenheim                    |               |
| Bristol | einde productie: | ?                           |               |
| Bristol | productieaantal: | ?                           |               |

| Caterham |                  | concern:                     | onafhankelijk |
| Caterham | divisie:         |                              |               |
| Caterham | merk:            | Caterham Verenigd Koninkrijk |               |
| Caterham | model:           | C21                          |               |
| Caterham | einde productie: | 2000                         |               |
| Caterham | productieaantal: | ?                            |               |

| Ford |                  | concern:         | Ford Motor Company Verenigde Staten |
| Ford | divisie:         |                  |                                     |
| Ford | merk:            | Ford Duitsland   |                                     |
| Ford | model:           | Maverick 3p / 5p |                                     |
| Ford | einde productie: | 1998             |                                     |
| Ford | productieaantal: | ?                |                                     |

| Ford |                  | concern:                 | Ford Motor Company Verenigde Staten |
| Ford | divisie:         | Ford of Europe Duitsland |                                     |
| Ford | merk:            | Ford Verenigde Staten    |                                     |
| Ford | model:           | Puma                     |                                     |
| Ford | einde productie: | 2005                     |                                     |
| Ford | productieaantal: | ?                        |                                     |

| Gillet |                  | concern:      | onafhankelijk |
| Gillet | divisie:         |               |               |
| Gillet | merk:            | Gillet België |               |
| Gillet | model:           | Vertigo       |               |
| Gillet | einde productie: | ?             |               |
| Gillet | productieaantal: | ?             |               |

| Jaguar Daimler |                  | concern: | Ford Motor Company Verenigde Staten |
| Jaguar Daimler | divisie:         | |                                     |
| Jaguar Daimler | merk:            | Jaguar en Daimler Verenigd Koninkrijk |                                     |
| Jaguar Daimler | model:           | Jaguar XJ8 sedan (2e generatie, 3e serie; een variant met verlengde wielbasis verscheen in 1998) Jaguar XJR (krachtiger variant met supercharger) Daimler Eight / Super V8 (meest luxueuze variant; in Noord-Amerika onder de merknaam Vanden Plas verkocht) |                                     |
| Jaguar Daimler | einde productie: | 2002 |                                     |
| Jaguar Daimler | productieaantal: | 123.230 |                                     |

| Jösse Car |                  | concern:         | onafhankelijk |
| Jösse Car | divisie:         |                  |               |
| Jösse Car | merk:            | Jösse Car Zweden |               |
| Jösse Car | model:           | Indigo 3000      |               |
| Jösse Car | einde productie: | ?                |               |
| Jösse Car | productieaantal: | ?                |               |

| Land Rover |                  | concern:                                                                                              | BMW Duitsland |
| Land Rover | divisie:         | |               |
| Land Rover | merk:            | Land Rover Verenigd Koninkrijk                                                                        |               |
| Land Rover | model:           | Freelander drie- en vijfdeur-suv (1e generatie; de driedeur had ook een variant met open achterzijde) |               |
| Land Rover | einde productie: | 2006                                                                                                  |               |
| Land Rover | productieaantal: | ruim 540.000                                                                                          |               |

| Marcos |                  | concern:                   | onafhankelijk |
| Marcos | divisie:         |                            |               |
| Marcos | merk:            | Marcos Verenigd Koninkrijk |               |
| Marcos | model:           | GTS spyder                 |               |
| Marcos | einde productie: | 2001                       |               |
| Marcos | productieaantal: | ?                          |               |

| Marcos |                  | concern:                   | onafhankelijk |
| Marcos | divisie:         |                            |               |
| Marcos | merk:            | Marcos Verenigd Koninkrijk |               |
| Marcos | model:           | Mantis spyder              |               |
| Marcos | einde productie: | 2001                       |               |
| Marcos | productieaantal: | ?                          |               |

| Mercedes-Benz |                  | concern: | Daimler-Benz Duitsland |
| Mercedes-Benz | divisie:         | |                        |
| Mercedes-Benz | merk:            | Mercedes-Benz Duitsland |                        |
| Mercedes-Benz | model:           | A-Klasse vijfdeurhatchback (W168; 1e generatie; in 2001 verscheen naast de gefacelifte W168 ook het V168-model met verlengde wielbasis) |                        |
| Mercedes-Benz | einde productie: | september 2005 |                        |
| Mercedes-Benz | productieaantal: | ca. 1,1 miljoen |                        |

| Mercedes-Benz |                  | concern:                                                                       | Daimler-Benz Duitsland |
| Mercedes-Benz | divisie:         |                                                                                |                        |
| Mercedes-Benz | merk:            | Mercedes-Benz Duitsland                                                        |                        |
| Mercedes-Benz | model:           | CLK-Klasse coupé (C208; 1e generatie; gebaseerd op de E-Klasse sedan uit 1995) |                        |
| Mercedes-Benz | einde productie: | mei 2002                                                                       |                        |
| Mercedes-Benz | productieaantal: | 233.367 (exclusief de cabriolet uit 1998)                                      |                        |

| Mercedes-Benz |                  | concern:                               | Daimler-Benz Duitsland |
| Mercedes-Benz | divisie:         |                                        |                        |
| Mercedes-Benz | merk:            | Mercedes-Benz Duitsland                |                        |
| Mercedes-Benz | model:           | M-Klasse (ML) suv (W163; 1e generatie) |                        |
| Mercedes-Benz | einde productie: | december 2004                          |                        |
| Mercedes-Benz | productieaantal: | 647.738                                |                        |

| Opel Vauxhall |                  | concern: | General Motors Verenigde Staten |
| Opel Vauxhall | divisie:         | |                                 |
| Opel Vauxhall | merk:            | Opel Duitsland en Vauxhall Verenigd Koninkrijk                                                                                                  |                                 |
| Opel Vauxhall | model:           | Arena bestelwagen / minibus (badge-engineered 1e generatie Renault Trafic; enkel in Duitsland, Portugal en het Verenigd Koninkrijk op de markt) |                                 |
| Opel Vauxhall | einde productie: | 2001 |                                 |
| Opel Vauxhall | productieaantal: | ? |                                 |

| Peugeot |                  | concern:          | PSA Peugeot Citroën Frankrijk |
| Peugeot | divisie:         |                   |                               |
| Peugeot | merk:            | Peugeot Frankrijk |                               |
| Peugeot | model:           | 306 stationwagen  |                               |
| Peugeot | einde productie: | 2001              |                               |
| Peugeot | productieaantal: | ?                 |                               |

| Peugeot |                  | concern:                                   | PSA Peugeot Citroën Frankrijk |
| Peugeot | divisie:         |                                            |                               |
| Peugeot | merk:            | Peugeot Frankrijk                          |                               |
| Peugeot | model:           | 406 Coupé (afgeleid van de sedan uit 1995) |                               |
| Peugeot | einde productie: | 24 oktober 2004                            |                               |
| Peugeot | productieaantal: | 107.654                                    |                               |

| Porsche |                  | concern:                          | onafhankelijk |
| Porsche | divisie:         |                                   |               |
| Porsche | merk:            | Porsche Duitsland                 |               |
| Porsche | model:           | 911 2+2-coupé (996; 5e generatie) |               |
| Porsche | einde productie: | 2006                              |               |
| Porsche | productieaantal: | 104.312                           |               |

| Renault |                  | concern:                                              | onafhankelijk |
| Renault | divisie:         |                                                       |               |
| Renault | merk:            | Renault Frankrijk                                     |               |
| Renault | model:           | Kangoo Express bestelwagen / ludospace (1e generatie) |               |
| Renault | einde productie: | 2007 (Frankrijk); 2018 (Argentinië)                   |               |
| Renault | productieaantal: | ca. 2,3 miljoen                                       |               |

| Renault |                  | concern:                                    | onafhankelijk |
| Renault | divisie:         |                                             |               |
| Renault | merk:            | Renault Frankrijk                           |               |
| Renault | model:           | Master bestelwagen / minibus (2e generatie) |               |
| Renault | einde productie: | 1997                                        |               |
| Renault | productieaantal: | ?                                           |               |

| Volkswagen |                  | concern:                              | onafhankelijk |
| Volkswagen | divisie:         |                                       |               |
| Volkswagen | merk:            | Volkswagen Duitsland                  |               |
| Volkswagen | model:           | Golf hatchback / Variant stationwagen |               |
| Volkswagen | einde productie: | 2004 / 2001                           |               |
| Volkswagen | productieaantal: | ?                                     |               |

| Volkswagen |                  | concern:                    | onafhankelijk |
| Volkswagen | divisie:         |                             |               |
| Volkswagen | merk:            | Volkswagen Duitsland        |               |
| Volkswagen | model:           | Passat Variant stationwagen |               |
| Volkswagen | einde productie: | 1999                        |               |
| Volkswagen | productieaantal: | ?                           |               |

| Volvo |                  | concern:     | onafhankelijk |
| Volvo | divisie:         |              |               |
| Volvo | merk:            | Volvo Zweden |               |
| Volvo | model:           | S70          |               |
| Volvo | einde productie: | 1999         |               |
| Volvo | productieaantal: | ?            |               |

| Volvo |                  | concern:     | onafhankelijk |
| Volvo | divisie:         |              |               |
| Volvo | merk:            | Volvo Zweden |               |
| Volvo | model:           | V70          |               |
| Volvo | einde productie: | 1999         |               |
| Volvo | productieaantal: | ?            |               |

## Rusland
| Lada |                  | concern:          | General Motors Verenigde Staten |
| Lada | divisie:         |                   |                                 |
| Lada | merk:            | Lada Rusland      |                                 |
| Lada | model:           | Samara 4p Mark II |                                 |
| Lada | einde productie: | 2002              |                                 |
| Lada | productieaantal: | ?                 |                                 |

| OeAZ |                  | concern:      | onafhankelijk |
| OeAZ | divisie:         |               |               |
| OeAZ | merk:            | OeAZ Rusland  |               |
| OeAZ | model:           | 3160 (Simbir) |               |
| OeAZ | einde productie: | ?             |               |
| OeAZ | productieaantal: | ?             |               |

| OeAZ |                  | concern:      | onafhankelijk |
| OeAZ | divisie:         |               |               |
| OeAZ | merk:            | OeAZ Rusland  |               |
| OeAZ | model:           | 3162 (Simbir) |               |
| OeAZ | einde productie: | ?             |               |
| OeAZ | productieaantal: | ?             |               |